# Kitarinjärvi
Kitarinjärvi är en sjö i Finland. Den ligger i kommunen Ylöjärvi i landskapet Birkaland, i den sydvästra delen av landet, 190 km norr om huvudstaden Helsingfors. Kitarinjärvi ligger 112,2 meter över havet. Arean är 62,8 hektar och strandlinjen är 5,07 kilometer lång. Sjön  ingår i Kumo älvs huvudavrinningsområde.   I omgivningarna runt Kitarinjärvi växer i huvudsak blandskog.